# Kilkeel

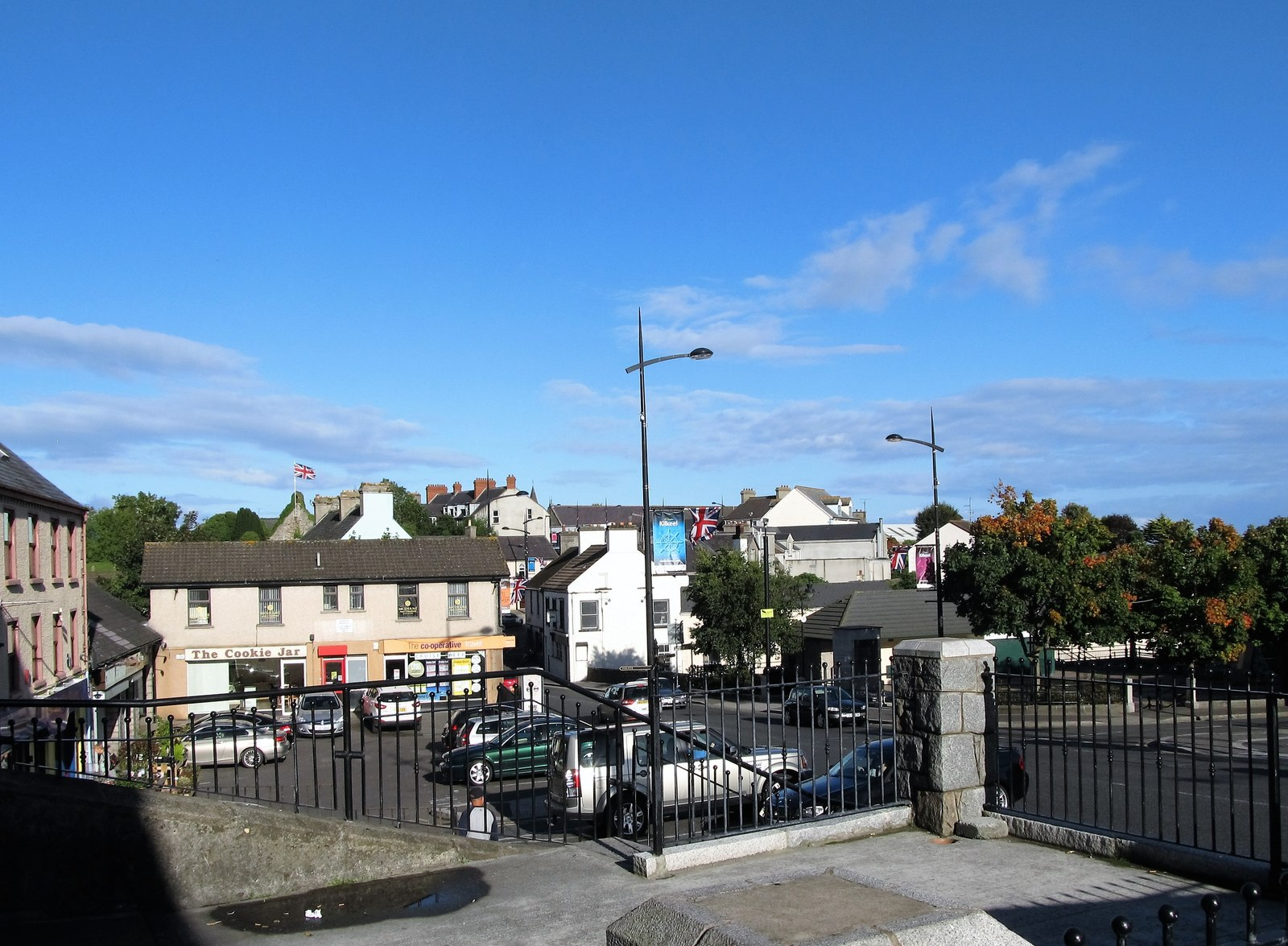
Bridge Street, Kilkeel

Kilkeel (irisch Cill Chaoil) ist eine Kleinstadt und ein Civil parish (eine unterste kommunale Verwaltungseinheit) der historischen Grafschaft Down in Nordirland. Die Stadt gehörte zum aufgelösten District Newry and Mourne und gehört seit 2015 zum District Newry, Mourne and Down. Es ist die südlichste Stadt in Nordirland und liegt in der historischen Baronie Mourne. Sie hat 6521 Einwohner (Stand 2011) und eine Fläche von 3,1 km².
Kilkeel ist der wichtigste Fischereihafen an der Downküste. Der Hafen beheimatet eine der größten Fischereiflotten von Irland. In der Stadt befinden sich die Ruinen einer Kirche und einer Festung aus dem 14. Jahrhundert. Der Ort ist Namensgeber für den Titel Baron Kilkeel von Harry, Duke of Sussex. Dieser Titel wurde am 19. Mai 2018 von Königin Elisabeth II. als substantieller Titel für ihren Enkel Prinz Harry anlässlich seiner Hochzeit mit Meghan Markle ins Leben gerufen und ist nach der Stadt Kilkeel benannt. Der vollständige Titel und die Bezeichnung der Baronie lauten „Baron Kilkeel, von Kilkeel in der Grafschaft Down“.

## Geographie
Die Stadt Kilkeel liegt in einer Ebene südlich der Mourne Mountains und westlich des Flusses Kilkeel, der südlich in den Nordkanal mündet. Die Stadt liegt in der Gemarkung von Magheramurphy und erstreckt sich bis in die benachbarten Townlands Derryoge, Drumcro und Dunnaman.
Insgesamt gibt es 68 Townlands im Civil parish Kilkeel.

## Geschichte
Kilkeel hat seinen Namen von der alten Kirche (übersetzt: „Kirche des engen Platzes“), die die Stadt überragt und 1388 oberhalb der Stadt gebaut und nach dem heiligen Colman „St. Colman Del Morne“ benannt wurde. Es gibt Hinweise auf Kilkeel als christliche Siedlung bereits im 11. Jahrhundert. Auf dem Gelände der Kirche befindet sich ein unleserliches, gleicharmiges mittelalterliches Kreuz, das neben einem Granitsockel steht, der traditionell als Warzenbrunnen zur Heilung von Warzen verwendet wurde. Eine detaillierte historische Beschreibung der Tradition, Folklore und Struktur der Kirche und des umgebenden Friedhofs befindet sich auf den Hinweistafeln des Friedhofs. Dieser wurde bis 1916 für Bestattungen genutzt. Die letzten Bestattungen auf dem Friedhof waren Opfer einer Kollision zwischen zwei Dampfern, dem „Retriever“ und der „SS Connemara“ in Carlingford Lough.
Am 30. Mai 1918 wurde eine Flotte von Kilkeel-Fischerbooten von dem U-Boot UB-64 unter dem Kommando von Otto von Schrader versenkt. Zu den gesunkenen Booten, die 12 Meilen vor der Küste von County Down lagen, gehörten die „Jane Gordon“, „Zypern“, „Never Can Tell“, „St. Mary“, „Sparkling Wave“, „Lloyds“, „Marianne Macrum“ und das Motorschiff „Honey Bee“. Nur zwei Boote, „Moss Rose“ und „Mary Joseph“, wurden nicht versenkt, und die Besatzungen kehrten auf diesen Schiffen in den Hafen zurück. Die Mary Joseph (N55) befindet sich jetzt im Ulster Volks- und Verkehrsmuseum.
Der Legende nach soll der Serienmörder William Hare 1829 in Kilkeel gestorben sein, was jedoch nicht sicher belegt ist.

## Sehenswürdigkeiten

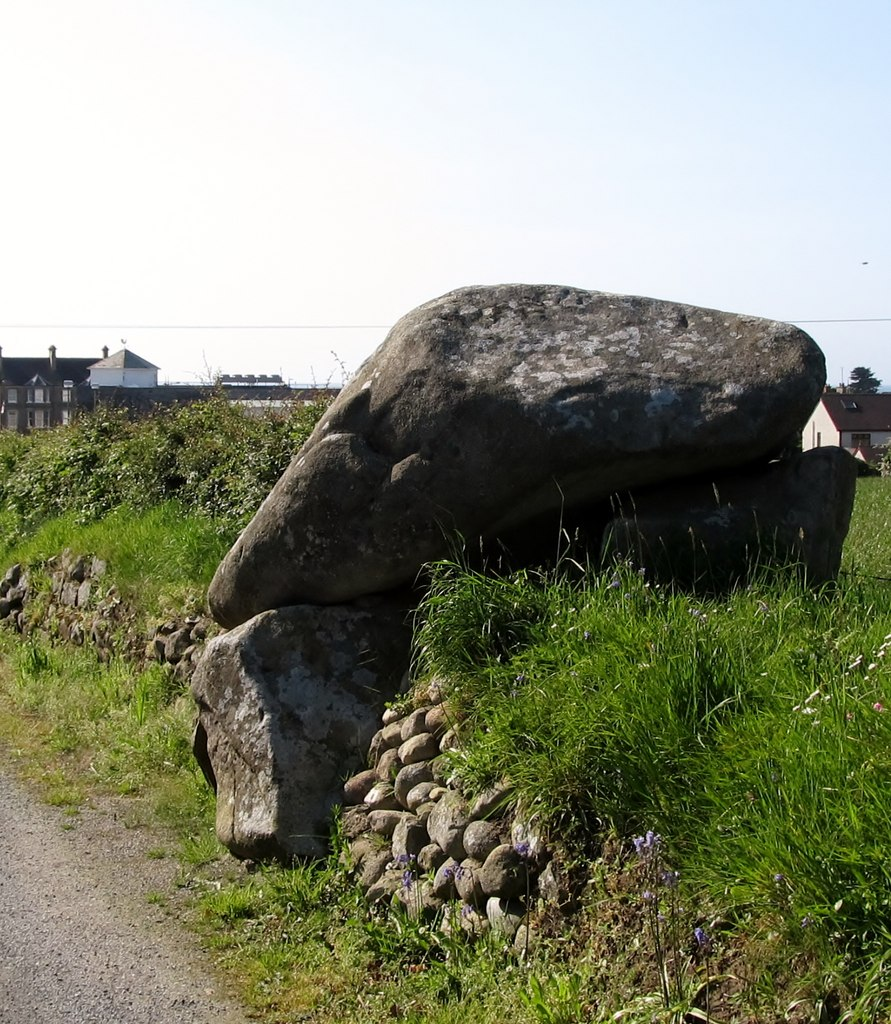
Crawtree Stone

An einem kleinen Feldweg am Ortsausgang befindet sich der Crawtree Stone, ein in eine Feldmauer integriertes Portal Tomb, das aus der Jungsteinzeit stammt.

## Wirtschaft
Die Fischerei ist in Kilkeel ein wichtiger Wirtschaftszweig. „Kilkeel Harbor“ ist der Heimathafen der größten Fischereiflotte in Nordirland. Rund um den Hafen gibt es Fischverarbeitungsfabriken und eine Hummerzucht entlang der Küste. Die 1996 gegründete „Whitewater Brewery“ braut und verkauft Belfast Ale. In den letzten Jahren hat sich „Collins Aerospace“ (vormals BE Aerospace) zum größten Arbeitgeber in der Region entwickelt. Das Werk in Kilkeel, in dem Flugzeugsitze für einen weltweiten Kundenstamm hergestellt werden, beschäftigt über 800 Mitarbeiter.

## Sport und Freizeit
Zu den beliebtesten Sportarten in der Region Kilkeel zählen Fußball, Hockey, Gaelic Football, Angeln, Golf, Hurling und Schwimmen.
In der Region gibt es fünf Vereine der Gaelic Athletic Association, darunter An Ríocht, Longstone, Atticall, Ballymartin und Glasdrumman. Jeder Club verfügt über beeindruckende Einrichtungen, darunter Spielfelder, Sporthallen, Fitnesssuiten, Bareinrichtungen und eine breite Palette von Aktivitäten außerhalb des GAA-Bereichs. Dazu gehören Jugendclubs, Mens Sheds (Rentner), Wandervereine, Yoga, Basketball und viele mehr. Alle fünf Teams sind im Down-GAA-Kalender durch die verschiedenen Ligen und Feldteams in allen Altersgruppen von U6 bis Senior stark vertreten.
Eine der bekanntesten Sportmannschaften der Stadt ist der „Kilkeel Hockey Club“, der über drei Männerteams und zwei Damenteams verfügt.
Die älteste Fußballmannschaft ist der „Valley Rangers FC“ aus der Mid-Ulster Football League. Weitere lokale Teams sind Ballyvea, Kilkeel, Kilkeel Athletic und die Mourne Rovers. Mit Ausnahme von Kilkeel Athletic spielen die örtlichen Fußballvereine in der SK Holmes Newcastle League.
Es gibt zwei lokale Golfplätze, Kilkeel Golf Course und Cranfield Pitch and Putt.
Zum Angeln gibt es Möglichkeiten vor den Piers am Hafen.